# 星期五广场

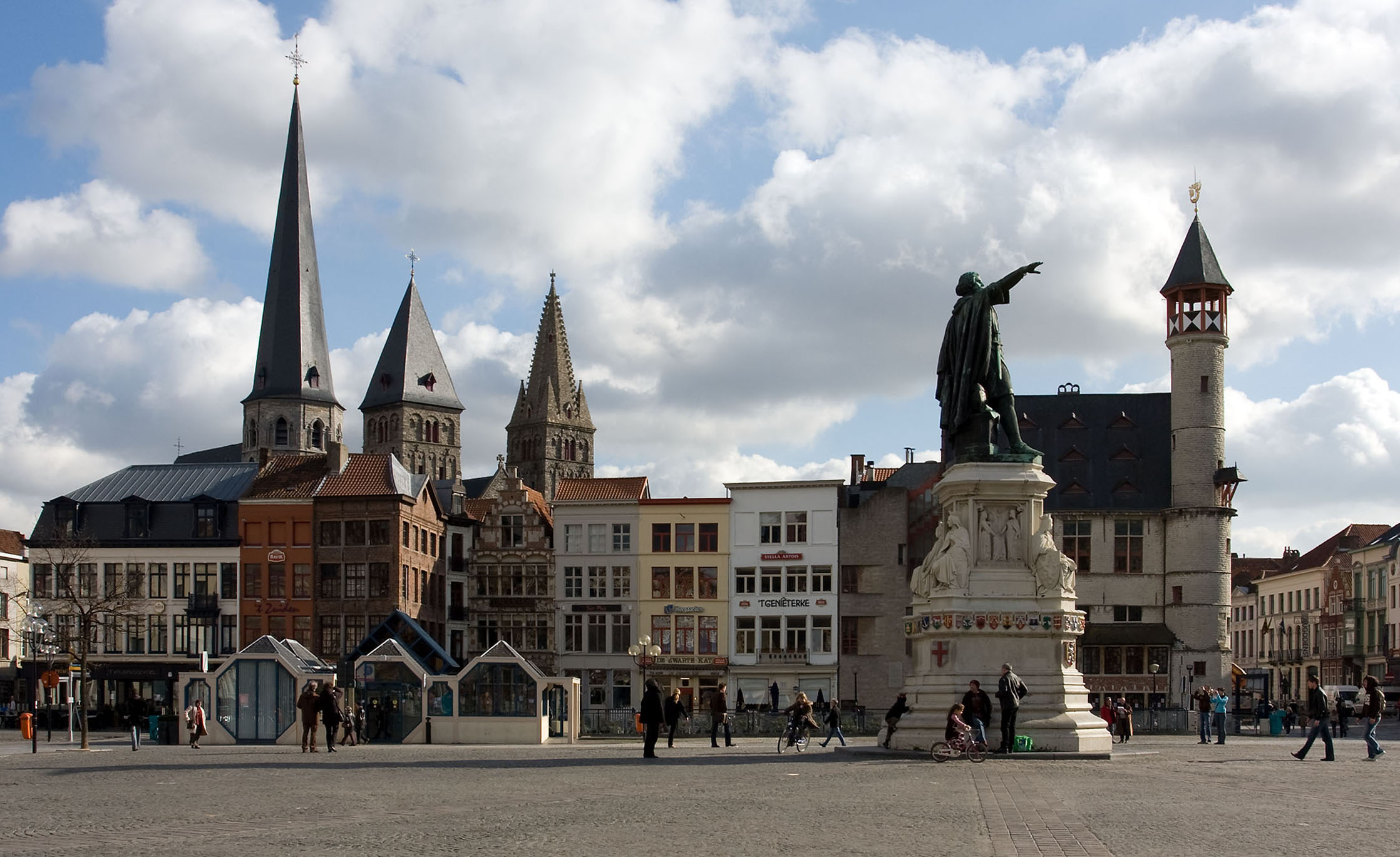

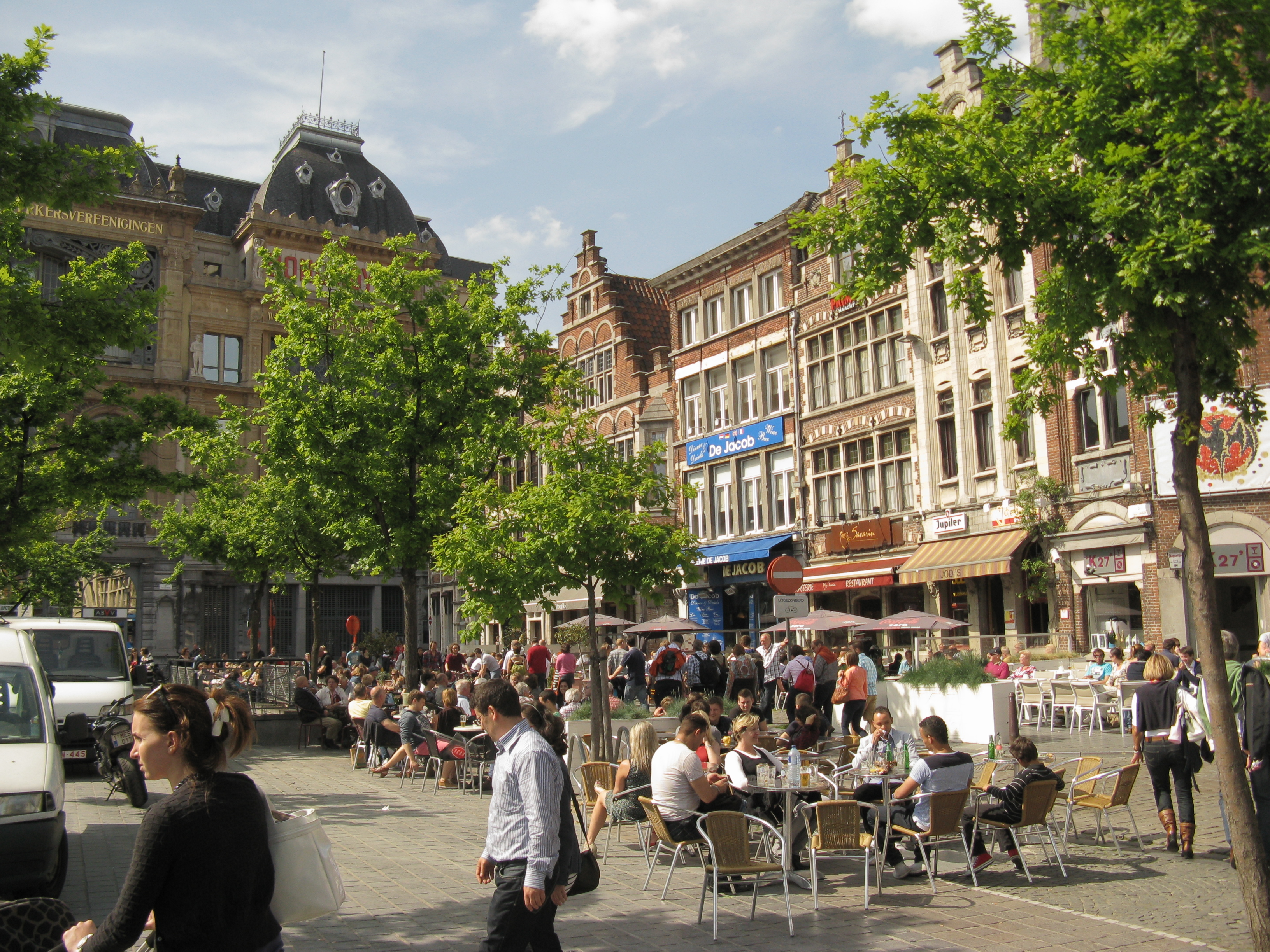

星期五广场（荷蘭語：Vrijdagmarkt；荷蘭語發音：[ˈvrɛi̯dɑɣmɑrkt]）是比利时根特老城的一个城市广场，得名于传统上每周五上午举行的集市。作为根特最古老的广场之一，在城市历史上扮演了重要的角色。
星期五广场的大小约为100乘100米，是根特最大的公共广场之一。每个星期五早上，广场上都摆满了摊位。这一传统可追溯到1199年。广场的中心是根特的"智者"雅各布·范·阿尔泰维尔德的雕像，他在百年战争期间站在英格兰一边，于1345年在此处被谋杀。
广场四周环绕着行会建筑，目前开设酒吧和餐馆。在北角有两座巨大的新艺术运动风格的社会主义运动建筑，建于20世纪之交，目前是社会主义医疗保险联合会和社会主义全国工会联合会。
广场下方有一个地下多层停车场，最多可容纳648辆车。

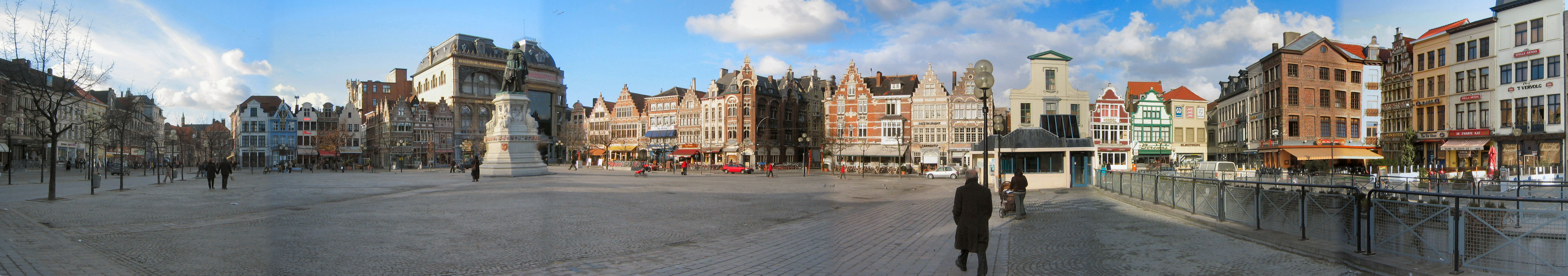
星期五广场全景